# Ary Sternfeld
Ary Sternfeld, Szternfeld (ur. 14 maja 1905 w Sieradzu, zm. 5 lipca 1980 w Moskwie) – jeden z pionierów kosmonautyki; żydowskiego pochodzenia. „Nawigator kosmicznych tras” – obliczał orbity sztucznych ciał niebieskich, rakiet, satelitów. Z wykształcenia inżynier mechanik.

## Nauka i praca zawodowa
Urodził się w rodzinie żydowskiej w Sieradzu. W 1914 przeniósł się z rodzicami do Łodzi, gdzie mieszkał do 1924 przy ul. Nowocegielnianej 21 (później Śródmiejska, obecnie Więckowskiego).
W Łodzi uczęszczał do gimnazjum (wówczas gimnazjum kończyło się maturą) przy ul. Magistrackiej. Tam w 1923 uzyskał maturę (dwujęzyczną polską i hebrajską), w latach gimnazjalnych kształtowały się jego marzenia o lotach kosmicznych.
Jego świadectwo maturalne znane jest tylko z odpisu w języku francuskim potwierdzonego przez konsulat belgijski w Łodzi. Przeważają oceny bien i très bien (dobry i bardzo dobry).
W gimnazjalnych latach zaczęły się jego zainteresowania krajoznawcze, odbywał wiele pieszych wędrówek do miast regionu łódzkiego. Podróżował również do Krakowa i Lublina – choć tam już nie pieszo.
Wtedy też dostał w prezencie aparat fotograficzny i wykonywał zdjęcia portretowe i krajoznawcze, będąc jednym z pierwszych młodych fotografów-krajoznawców okresu międzywojennego. Żadne ze zdjęć zrobionych w tym okresie nie zachowało się – zaginęły w czasie, gdy rodzice Sternfelda byli zamknięci w łódzkim getcie (tam też zginęli).
Początkowo studiował astronomię na Uniwersytecie Jagiellońskim, po roku przeniósł się do Francji, do Nancy, gdzie w 1927 ukończył studia inżynierskie z dziedziny mechaniki, a następnie w Paryżu rozpoczął pracę zawodową jako inżynier mechanik i przygotowania do doktoratu.
Zachował się indeks z immatrykulacją na Sorbonie, promotorzy wycofali się jednak z patronowania doktoratowi o tak fantastycznej tematyce; proponowali doktorat z obróbki metali skrawaniem, jednak Sternfeld impulsywnie odrzucił ich propozycję, czego po latach nieco żałował.
Mówiło się, że prowadził podwójne życie – w dzień praca inżyniera-konstruktora, wieczorami i nocami obliczenia kosmonautyczne.
W Nancy poznał swoją przyszłą żonę – Gustawę Erlich, łodziankę, absolwentkę gimnazjum Aba w Łodzi. Na początku 1933 pobrali się w Łodzi.

## Działalność naukowa w Polsce i we Francji

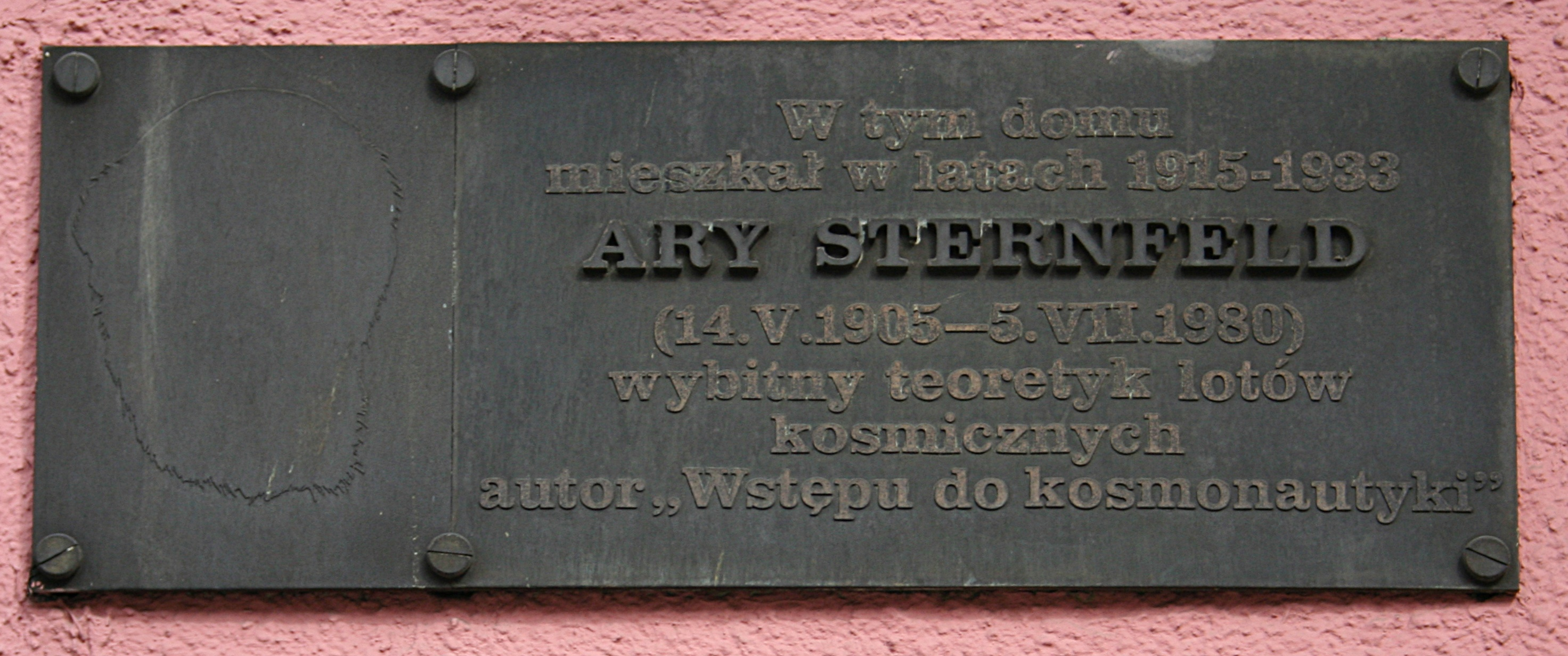
Tablica na murze łódzkiej kamienicy (ul. Więckowskiego 21), w której mieszkał Ary Sternfeld, od 2014 nieistniejąca, zniszczona przez wandali

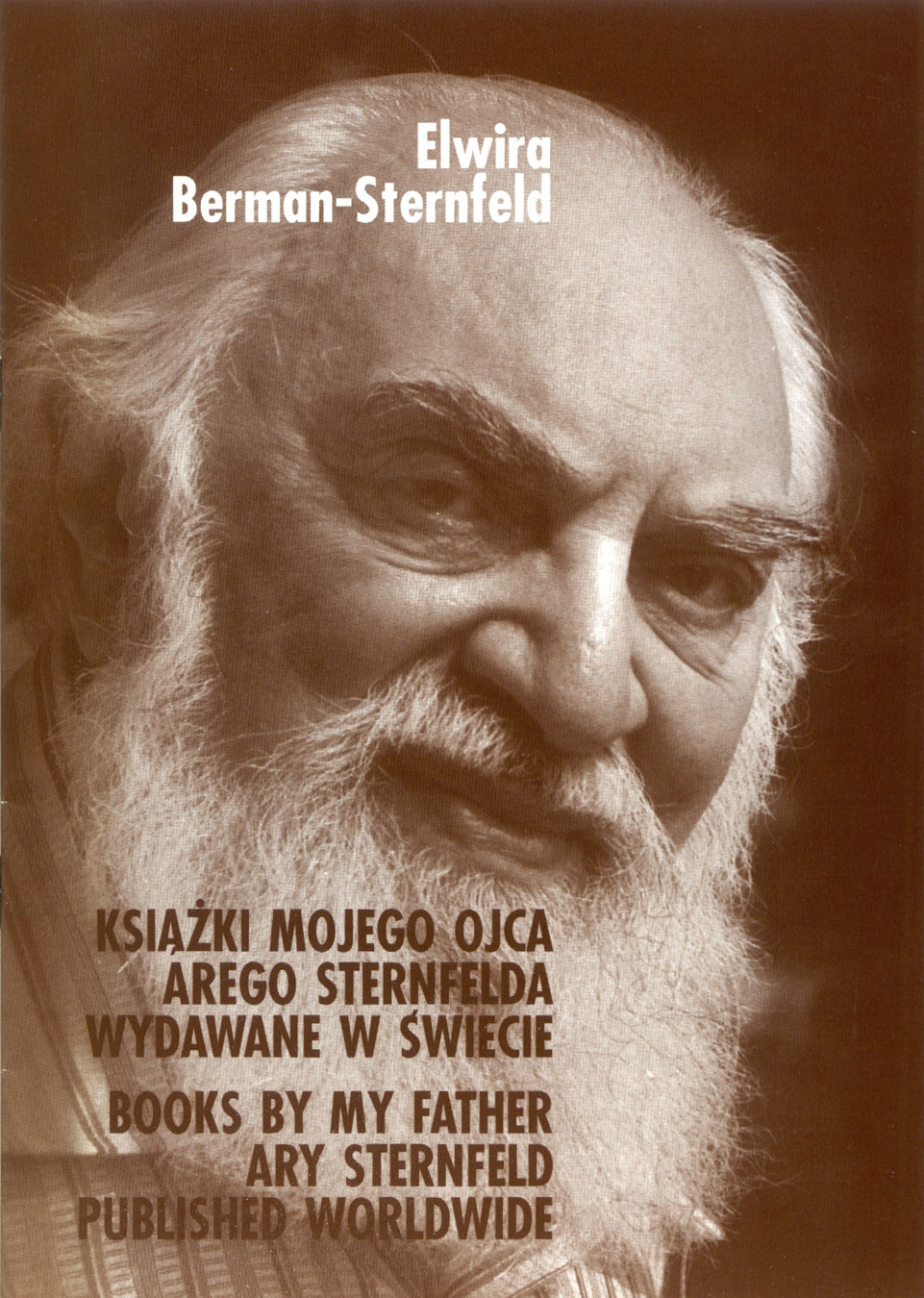
Okładka publikacji Elwiry Sternfeld o książkach jej ojca, Arego Sternfelda. Okładka i zdjęcie na okładce autorstwa Mirosława Z. Wojalskiego

W 1932 powrócił do Łodzi, gdzie napisał, w języku francuskim, „Wstęp do kosmonautyki” (Initiation à la cosmonautique). Dzieło przedstawiono publicznie 6 grudnia 1933 na zebraniu Polskiego Towarzystwa Przyjaciół Astronomii w Obserwatorium Astronomicznym UW. Nie spotkało się ono jednak z zainteresowaniem w Polsce.
Rozczarowany, wrócił do Paryża, przedstawił publicznie swoją pracę, tu spotkała się z dużym zainteresowaniem, otrzymał Międzynarodową Nagrodę Astronautyczną.
Wygłosił także pierwszy w dziejach Akademii Nauk odczyt o kosmonautyce (propagował jako pierwszy pojęcie „kosmonautyka”). Po raz pierwszy także na Sorbonie wygłosił publiczny wykład o kosmonautyce. Według przekazów na odczycie była duża grupa Polaków, wraz z Marią Skłodowską-Curie. Sukces był duży, ale nie szła za nim obietnica możliwości realizacji przedstawionych idei, nie przewidywano także możliwości wydania tej pracy drukiem.

## Działalność naukowa w Moskwie
Możliwość pracy w kosmonautyce oraz wydania drukiem książki pojawiła się w Związku Radzieckim. Przeniósł się więc do Moskwy, gdzie jeszcze z polskim paszportem rozpoczął pracę w Naukowo-Badawczym Instytucie Napędu Odrzutowego RNII (Реактивный научно-исследовательский институт, Reaktiwnyj nauczno-issledowatielskij institut).
Razem z Arym Sternfeldem wyjechała do Moskwy żona, Gustawa.

Gustawa wierzyła w słuszność idei, która tak przemożnie ogarnęła małżonka. Pomagała mu, w miarę swoich możliwości, w pracy, a zwłaszcza w przygotowywaniu i redakcji tekstów. Podporządkowywała swoje plany życiowe i osobiste planom męża, dzieliła z nim wygody i niewygody życia. Została wierna temu postanowieniu aż do dnia swojej śmierci, 24 października 1962

Mieli dwie córki: Maję (ur. 1938) i Elwirę (ur. 1940). W domu mówiono także w języku francuskim.
W 1935 został obywatelem radzieckim. W 1937 ukazał się drukiem „Wstęp do kosmonautyki” w języku rosyjskim jako „Wwiedienie w kosmonawtiku”, rozszerzony w porównaniu z francuskim maszynopisem.
Okres stalinowskich czystek, których apogeum wiązało się ze straceniem marszałka Tuchaczewskiego, opiekuna RNII, zaowocował także likwidacją Instytutu i prześladowaniami pracowników. Ary Sternfeld nie doznał, co prawda, prześladowań, jednakże stracił pracę i pozostało mu skromne mieszkanie w drewnianym, komunalnym domu przy ul. Nowosuszczowskiej.
Po likwidacji RNII pracował na podrzędnym stanowisku w Instytucie Metalurgii, zaś po napaści Niemiec hitlerowskich na ZSRR w 1941, ewakuowany z rodziną (żona Gustawa i dwie córki Ela i Maja) na Ural, uczył w technikum metalurgicznym w Sierowie na Uralu, a nie na Politechnice w Swierdłowsku, jak początkowo planowano.
Pod koniec 1944 wrócił, nie bez problemów, do Moskwy, gdzie mieszkał aż do śmierci w 1980.
Pochowany na Cmentarzu Nowodziewiczym w Moskwie, gdzie leżą ludzie zasłużeni dla Rosji.
Z krajem rodzinnym utrzymywał ożywione kontakty, głównie korespondencyjne, czterokrotnie go odwiedzając, ostatni raz w 1976. Podczas trzech ostatnich pobytów wygłaszał odczyty. W 1976 był to odczyt „Paradoksy kosmonautyki”, a w 1967 w odczycie „Alibi statku kosmicznego” udowodnił słuchaczom za pomocą obliczeń, że meteoryt tunguski nie mógł być statkiem kosmicznym ani z Wenus, ani z Marsa.
Autor teorii lotu rakiet wielostopniowych, opracował zasady przelotu rakiet przez atmosferę, obliczał trajektorie lotów międzyplanetarnych (w czasie, gdy nie było jeszcze ani jednego sztucznego satelity Ziemi) i optymalizował je ze względu na zużycie paliwa, siłę ciągu silnika, zdolność przewozową, przeciążenia i inne parametry. Obliczył prędkości kosmiczne i wiele orbit sztucznych satelitów Ziemi, między innymi tę, na którą 4 października 1957 roku wprowadzono pierwszego sztucznego satelitę – Sputnika. Różnice owych obliczeń z realizowanymi orbitami są mniejsze niż 1%.
Kilkanaście jego naukowych i popularyzatorskich prac miało ponad 80 wydań na całym świecie, przetłumaczono je na ponad 30 języków w prawie 40 krajach. O wydawaniu tych książek w całym świecie mówiła córka Elwira Berman-Sternfeld 8 października 2014 r. w Sieradzu podczas V Sieradzkiej Konferencji Kosmicznej.
Uznanie dla jego pracy przyszło późno. W salach Akademii Nauk ZSRR odbyła się, mająca bogatą oprawę, uroczystość 60-lecia urodzin, podczas której wielokrotnie składano mu gratulacje.
W tym samym 1965 otrzymał tytuł zasłużonego działacza Nauki i Techniki RFSRR i emeryturę państwową, a także niezwykle rzadko przyznawany doktorat honoris causa nauk fizyko-matematycznych Akademii Nauk Związku Radzieckiego.
Otrzymał m.in. doktoraty honoris causa Uniwersytetu w Nancy, doktorat honoris causa Narodowego Instytutu Politechnicznego Lotaryngii, godność Członka Honorowego Akademii i Towarzystwa Nauk Lotaryngii.
Otrzymał także większe mieszkanie, w którym wreszcie mógł swobodnie pracować. Całą ścianę zajął ogromny regał, który został zapełniony notatkami z jego obliczeniami.

## Kontakty z Polską
Na ścianach mieszkania, w którym często gościli przybysze z Polski znajdowały się: herb Sieradza, obraz olejny z widokiem rynku sieradzkiego autorstwa Zdzisława Pągowskiego, medal 150-lecia Łodzi przemysłowej i inne regionalne pamiątki, przysyłane lub przywiezione z Polski.
W 1963 otrzymał tytuł Honorowego Obywatela Sieradza.
W 1976 został, wraz z żoną Ilzą, Honorowym Członkiem Towarzystwa Przyjaciół Sieradza i Honorowym Członkiem Towarzystwa Przyjaciół Łodzi.
Mimo tylu lat poza krajem, Ary Sternfeld i żona Ilza (druga żona, urodzona w Zduńskiej Woli, poznali się już w Moskwie) biegle władali językiem polskim.
Ary Sternfeld pisywał poprawną polszczyzną listy, także odręczne.
Wielokrotnie prasa fachowa i popularnonaukowa zamieszczała artykuły pisane specjalnie dla polskich czasopism po polsku, często na inne języki nie tłumaczone.
Szwagrem Arego Sternfelda był Michał Kalecki – ekonomista, łodzianin.

## Upamiętnienie
W mieście jego młodości i początków pracy naukowej, Łodzi, tamtejsze Planetarium i Obserwatorium Astronomiczne od 2002 nosi jego imię. W Planetarium w Łodzi znajduje się wiele pamiątek po uczonym, które dostarczył Mirosław Zbigniew Wojalski, biograf i przyjaciel uczonego.
Na domu u zbiegu ulic Wólczańskiej i S. Więckowskiego, w którym powstawał „Wstęp do kosmonautyki”, znajdowała się pamiątkowa tablica.
W Łodzi i Sieradzu znajdują się ulice Arego Sternfelda.

## Najważniejsze prace
- „Initiation a la cosmonautique” (Wstęp do kosmonautyki) – maszynopis, za którą otrzymał nagrodę Francuskiego Towarzystwa Astronautycznego im. R. Esnault-Peltrie i A. L. Hirscha w 1934 roku. Okładkę do tej pracy zaprojektował Karol Hiller, łódzki grafik przedwojenny zaprzyjaźniony z rodziną Sternfeldów, zamieszczona jako frontyspis w I wydaniu.
- „Wwiedieniie w kosmonawtiku” (Wstęp do kosmonautyki), wydana tylko w języku rosyjskim, 2 wydania: 1937 i 1974
- „Lot w przestworza świata”
- „Loty międzyplanetarne”
- „Sztuczne satelity Ziemi”
- „Od sztucznych satelitów do lotów międzyplanetarnych” – wszystkie w językach obcych,
- Sztuczny księżyc, PWN, Warszawa 1957
- Śladami kosmonautycznych koncepcji z lat 1929-36, PWN, Szczecin 1967 (przedmowa Ary Sternfeld jeden z pionierów kosmonautyki autorstwa Jana Gadomskiego) – publikacja wydana tylko po polsku
- Paradoksy kosmonautyki, LSW, Warszawa 1987, ISBN 83-205-3820-3.

Łącznie ukazało się 85 wydań książek autorstwa Arego Sternfelda w 36 językach.